# أرفيجن
أرفيجن (الإنجليزية: Rohingya Vision، ت.ح. 'روهنجيا فيجن') قناة إخبارية ووثائقية تعنى بشأن قومية الروهنجيا. القناة تبث بالإنجليزية على قمر نايلسات. تعرض القناة نشراتها الإخبارية على الإنترنت.